# Lingua (linguistica)
| Afro-asiatiche Niger-kordofaniane Nilo-sahariane Khoisan Indo-europee | Caucasiche Altaiche Uraliche Dravidiche Sino-tibetane | Austroasiatiche Austronesiane Australiane aborigene Papuasiche Tai-Kadai | Amerinde Dene-ienisseiane Eschimo-aleutine Isolata |

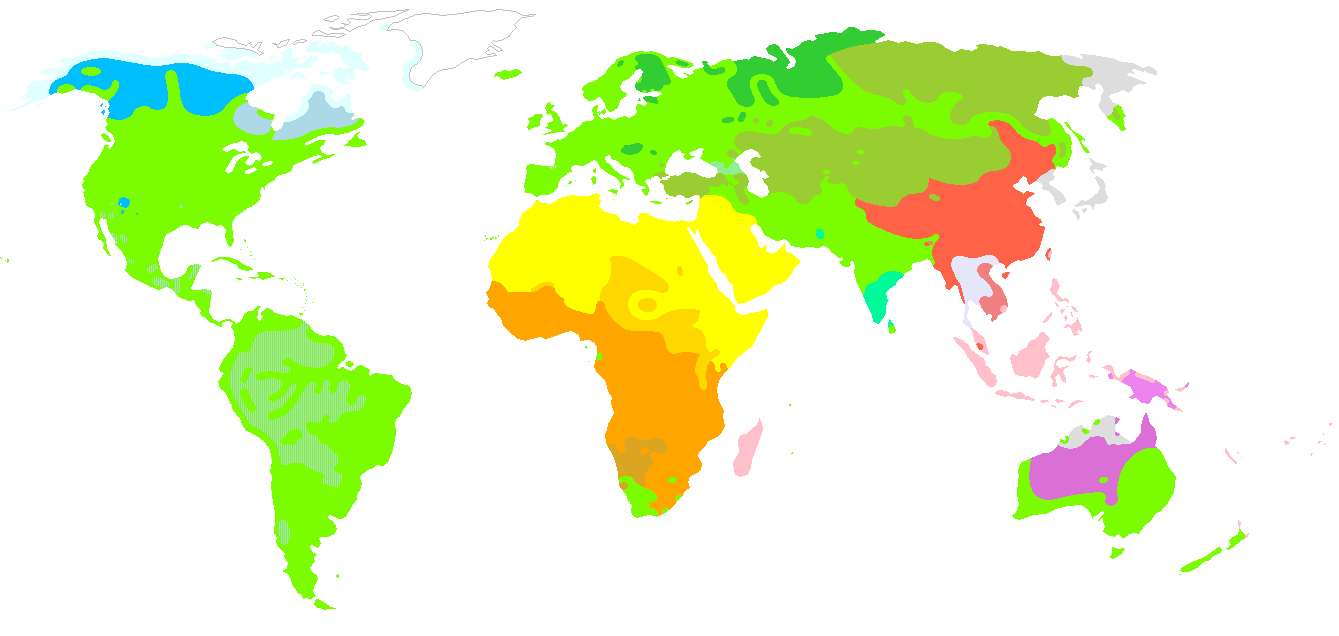
Lingue del mondo e i loro vari ceppi o famiglie:

La lingua è il sistema, o forma storicamente determinata, attraverso il quale gli appartenenti a una comunità si esprimono e comunicano tra loro attraverso l'utilizzo di un determinato linguaggio ovvero un insieme di segni scritti (simboli) e/o parlati (suoni).

## Introduzione
Una lingua è un sistema di comunicazione composto da vari sottosistemi. I principali sistemi che compongono una lingua sono: il lessico, il sistema fonologico, la morfologia, la sintassi e la pragmatica; nel caso vi siano sia una versione scritta sia una orale, anche un sistema di scrittura.
La linguistica è la disciplina che studia le lingue con lo scopo di comprendere l'abilità umana del linguaggio. Ferdinand de Saussure è stato il primo studioso a dotare la linguistica dei metodi empirici e dell'obiettività delle scienze, grazie alle sue teorie raccolte sotto la denominazione di strutturalismo, tanto da essere considerato da alcuni il padre fondatore della linguistica moderna.
Secondo Ethnologue, nel 2022 esistono 7.151 lingue nel mondo; le 23 lingue più diffuse coprono il 50% della popolazione mondiale, mentre le 200 lingue più diffuse coprono oltre l'88% della popolazione mondiale. Il 40% delle lingue mondiali ha meno di 1000 parlanti ed è a rischio.
Le più diffuse sono il cinese mandarino (concentrato in Cina e nelle limitrofe Taiwan e Singapore), l'inglese (parlato in Gran Bretagna, America del Nord, Oceania e parte dell'Africa), lo spagnolo (presente in Spagna, America meridionale e in alcune zone dell'Africa) e l'hindi (idioma ufficiale dell'India): relativamente al cinese è da notare come essa risulti la lingua col maggior numero di nativi parlanti (dato condizionato dall'enorme popolazione) mentre l'inglese — per via dell'influenza coloniale dell'impero britannico e della cultura americana — è quella con più locutori.
Altre lingue che ricoprono un ruolo significativo sono: francese (conosciuto in Francia, Benelux e parte dell'Africa), arabo (diffuso in Nordafrica e Medio Oriente), russo (lingua ufficiale in Russia e Bielorussia), portoghese (parlato in Portogallo e Brasile), indonesiano (particolarmente rilevante in Indonesia e nell'area asiatica), tedesco (che interessa la Germania nonché le vicine Austria e Svizzera), giapponese (concentrato nello stato nipponico), turco (circoscritto alla Turchia) e italiano (parlato in Italia e Svizzera).
Lo sviluppo delle lingue è influenzato non solo dal contesto storico e geografico, ma anche dallo scenario sociale.

### Significato e significante, referente e arbitrarietà del sistema simbolico
È grazie a Saussure di aver definito il segno linguistico come l'unione di un significante e di un significato.
Per significante si intende la produzione verbale, quell'insieme di suoni (vibrazioni acustiche prodotte dalle corde vocali durante la fonazione, se si eccettuano i click come "tsk tsk") che hanno la proprietà, per coloro che parlano quella lingua, di richiamare un certo significato. Più difficile definire il significato in quanto esso si correla al concetto, all'oggetto, al fenomeno, o ad altro che il significante indica. Per esempio, se si pronuncia "torta alla crema" ad alta voce, ciò che si sente è il significante ("ciò che significa qualcosa"), mentre l'idea di torta alla crema nella mente di chi ascolta è il significato. Da qui si evince che il linguaggio è un sistema simbolico che si riferisce indirettamente alla realtà e che può descrivere anche oggetti astratti o esistenti ma assenti nel momento in cui si parla/hic et nunc (ad esempio un antenato, un oggetto smarrito, un oggetto presente altrove...). L'oggetto reale, in questo caso la torta alla crema autentica e che si può percepire con i sensi (si vede, si tocca, si ascolta mentre si taglia, si annusa, si gusta), si chiama "referente/designatum". Questo sistema simbolico non è assoluto ma è largamente arbitrario, siccome uno stesso referente cambia significante in base alla lingua (ad esempio torta, cake, 蛋糕 dan4gao1), se si eccettua il fenomeno del fonosimbolico e delle onomatopee, che contengono un riferimento ai suoni che si sentono nella realtà o che cercano di replicare la realtà con i suoni (ad esempio tonfo, sciacquare, flauto, vento, morbido, gattino piccino, miao, bau, chicchirichììììì). Ma anche questo fenomeno contiene un fondo di arbitrarietà (ad esempio bau bau, wof wof, 汪汪 wang1 wang1).
Inoltre il significato di una parola dipende dal soggetto psicologico e dalla lingua stessa; l'oggetto non è un "in sé", ma dipende dal soggetto che ne prende coscienza-conoscenza. Il soggetto è condizionato dalle proprie strutture emotive e cognitive, la lingua è determinata dalle scelte del soggetto e della comunità a cui l'individuo appartiene e determina, per molti aspetti, l'organizzazione logica del mondo concettuale.
È quindi più corretto, in linguistica, definire il significato come "significato verbalmente elaborato" piuttosto che usare come punto di riferimento il concetto, l'oggetto, l'azione o la relazione; il significato è quella parte di realtà extra-linguistica a cui un certo significante fa riferimento. Se si considera un segno linguistico si nota che esso possiede due aspetti: l'immagine acustica (cioè i suoni in successione che lo compongono) e il concetto che esso esprime. Al primo si dà il nome di significante e al secondo di significato. Il legame che unisce il significato al significante è arbitrario e ha una motivazione storica.
Un segno linguistico si può paragonare a una banconota. Il significante è il rettangolo di carta di una certa dimensione, con certe immagini e con certi colori, il significato è il valore (in oro o in merci) che viene attribuito a tale rettangolo di carta. Il legame tra il rettangolo di carta e un determinato valore è arbitrario: cioè non ha una motivazione logica, ma dipende da una convenzione.

### Langueeparole
Saussure crea una famosa dicotomia siccome distingue tra lingua (langue) come insieme di competenze condivise socialmente che deve essere distinto dallo studio dei proferimenti linguistici occasionali (parole), ovvero della lingua in uso negli eventi comunicativi. Ovvero, la langue è la lingua come concetto astratto e legata al modello del parlante ideale: studiarla significa praticare linguistica teorica. La parole è la lingua usata in contesto dai parlanti concreti. Studiarla significa, per esempio, capire come la lingua permette l'esecuzione di atti di discorso e obiettivi a monte (pragmatica) o come una lingua evolve nel tempo (linguistica storica, spesso legata a filologia) o come una lingua si suddivide in varietà di pronuncia.

### La lingua come sistema di segni
Una lingua è composta da segni che vanno però distinti tra segni naturali (detti anche indici) e segni artificiali.
I segni naturali sono legati ai loro rispettivi significati (una colonna di fumo indica un incendio, un rossore improvviso indica vergogna o imbarazzo), mentre i segni artificiali sono arbitrari (per indicare via libera al semaforo si sarebbe potuto scegliere un colore diverso dal verde o per indicare le lettere dell'alfabeto si sarebbero potuti scegliere segni differenti) e quindi sono segni convenzionali che, a differenza dei segni naturali, devono essere imparati.
I segni arbitrari, combinati con altri segni dello stesso tipo costituiscono un sistema di segni. La lingua può essere considerata un sistema in quanto essa mette in relazione un insieme di significanti all'universo dei significati di quella lingua stessa.
La relazione non è strettamente biunivoca perché:
- ad un significante possono corrispondere più significati (polisemia);
- ad un significato possono corrispondere più significanti (sinonimia);
- un insieme di significanti può concorrere ad indicare un significato diverso dalla pura somma dei significati (ad esempio: il cane della pistola);
- alcuni significanti includono o coprono parzialmente aree di significato appartenenti ad altri (ad esempio: animale, vertebrato, mammifero, canide, volpe; ragazza, bambina, fanciulla, pre-adolescente).

Affinché un "sistema di segni" funzioni è regola inderogabile che i segni (ciascuno dei quali è portatore di un concetto riconducibile a infiniti significati), per diventare tali devono essere attribuiti alla lingua dalla maggior parte della comunità sociale che è parte della lingua stessa.

### Caratteristiche dei segni
La caratteristica dei segni linguistici sono la duplicità, l'arbitrarietà e la convenzionalità.
La duplicità sottolinea il fatto che nel segno linguistico entrano in relazione, tranne alcune eccezioni, significato e significante.
L'arbitrarietà significa che non esiste una relazione evidente fra significato e significante. A prova di ciò basti pensare ai diversi significanti, usati da lingue diverse, per indicare lo stesso significato e come, all'interno di una stessa lingua, in tempi storici diversi, la stessa parola assuma significati diversi e, a volte, opposti.
Secondo alcuni le onomatopee contravvengono a questo principio perché il confronto con parole onomatopeiche di lingue diverse permette di osservare come le caratteristiche sonore di uno stesso oggetto, animale, situazione, siano espresse in modo verbalmente differente da una lingua all'altra.
La convenzionalità sta invece ad indicare che fra emittente e destinatario appartenenti alla stessa comunità linguistica, esiste una convenzione, un accordo comunicativo.
Una caratteristica importante di tutta la lingua è invece la proprietà riflessiva: con il linguaggio, si può parlare del linguaggio (che è parte di quello che si fa in questo articolo di Wikipedia o che si fa in un libro di linguistica generale).

### La lingua come struttura di sistemi correlati
La lingua è composta da un insieme di elementi tra di loro interdipendenti e ciascun elemento ha un valore e un funzionamento in rapporto al valore e al funzionamento degli elementi che gli sono vicini.
Secondo lo strutturalismo la lingua è un sistema costituito da più sistemi tra loro correlati.
Si ha così un sistema della lingua che si suddivide in:
- sistema fonologico che è costituito dai fonemi;
- sistema morfologico-sintattico che è costituito dai morfemi (o monemi grammaticali) e dalle strutture sintattiche;
- sistema lessicale che è costituito dai lessemi (o monemi lessicali).

Questi sistemi se si correlano tra di loro rappresentano altrettanti livelli di analisi e ogni unità presente in un livello può essere scomposta in unità definite e minime.

#### La doppia articolazione
Nella realizzazione di un codice esistono due tipi di rischio:
- l'estrema specificità del segnale che è antieconomico in quanto richiede una grande quantità di segnali ed un notevole impegno mnemonico per l'apprendimento (come negli ideogrammi delle scritture ideografiche);
- l'estrema generalizzazione del segnale che può diventare poco chiaro in quanto portatore di informazioni generiche o di più significati.

La lingua umana ha evitato questi due rischi utilizzando il sistema della doppia articolazione (concetto illustrato in particolare da André Martinet), caratteristica che viene considerata dai linguisti un "universale", cioè una caratteristica propria di tutte le lingue.
La prima articolazione riguarda le unità minime fornite di significato (cioè i monemi o morfemi), il combinarsi dei morfemi a costituire le parole, e queste a formare le frasi, le frasi a collegarsi in testi.
La parola "cani", ad esempio, è composto da due morfemi: "can" che ritroviamo in "canile", "canide", ecc., "i" che ritroviamo in moltissimi plurali maschili, "lavavano" è composto da tre morfemi, il primo che indica l'azione, il secondo il tempo in cui essa si situa, il terzo il numero e la relazione esistente fra il parlante e le persone che agiscono.
La seconda articolazione riguarda invece le unità prive di significato e cioè il combinarsi dei fonemi (per lo scritto dei grafemi) all'interno delle parole.
La lingua, così, possedendo la doppia articolazione, offre la possibilità di combinare poche decine di unità prive di significato (i fonemi) in un numero teoricamente illimitato di unità fornite di significato (i morfemi). In questo modo il sistema linguistico è estremamente comodo ed economico, perché basterà combinare negli illimitati modi possibili i pochi fonemi che formano il sistema fonologico e che, essendo così pochi, sono facilmente memorizzabili.

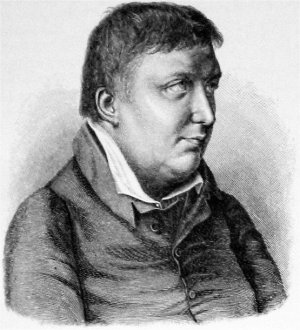
Friedrich Schlegel, fondatore della classificazione morfologica.

## La classificazione delle lingue

### Storia e sviluppo
Vi sono diversi modi per classificare le lingue. Le più correnti al giorno d'oggi sono:
- la classificazione genealogica, che prende in esame la parentela tra le lingue (ad esempio ceppo semitico, sinitico, neo-romanzo; famiglia germanica, indoeuropea, sino-tibetana, austronesiana...);
- la classificazione tipologica, che raggruppa le lingue secondo le loro caratteristiche strutturali (in particolare, morfologiche o sintattiche), si parla ad esempio di lingua isolante, analitica, sintetica, agglutinante...;
- la classificazione areale, che prende in esame le lingue parlate in una determinata area, indipendentemente dalla loro eventuale affinità genealogica o tipologica (ad esempio: le lingue parlate nella Repubblica Italiana nel 2020).

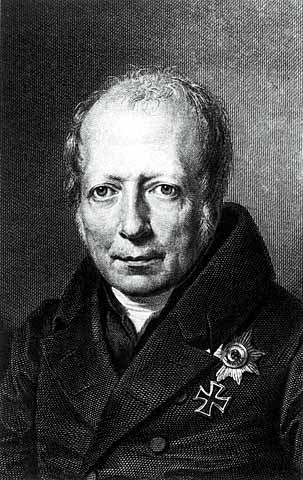
Wilhelm von Humboldt, fondatore della classificazione psicologica

Altri tipi di classificazione (come ad esempio quella "psicologica" proposta da Wilhelm von Humboldt e Heymann Steinthal, che elaborarono una difficile suddivisione tra forma e materia, e perfezionata da Franz Misteli) sono oggi in disuso.
La classificazione genealogica è la prima che sia stata impiegata con rigore scientifico: si basa sulle affinità tra le lingue, studiando i tratti comuni per risalire a una lingua madre. Grazie alla linguistica comparativa, è possibile anche stabilire i gradi di parentela tra lingue i cui tratti non sono immediatamente accomunabili. Max Müller individuò 78 gruppi, sostenendo la tesi che oltre ad un lavoro sull'attualità bisognasse anche rivolgersi alla storia. La teoria ha avuto ampia diffusione e altri autori hanno proposto dei metodi per poter imparentare le lingue: Hugo Schuchardt elaborò i concetti di affinità elementare (somiglianze tra espressioni infantili) e convergenza (adattamento delle lingue al territorio); Eduard Schwyzer quello di affinità culturale (influenza reciproca di lingue contigue).
I primi studiosi che tentarono una classificazione morfologica furono Friedrich e Wilhelm August von Schlegel. I due studiosi tedeschi individuarono tre classi: le lingue senza strutture grammaticali; le lingue con affissi utilizzabili come parole a sé; le lingue a inflessione (a loro volta divise in sintetiche e analitiche). Questa tripartizione fu sviluppata ulteriormente da Franz Bopp, fondatore della linguistica indoeuropea, August Friedrich Pott e Bernardino Biondelli.

## Numero di lingue, le lingue più parlate e l'estinzione delle lingue

### Numero di lingue
Il numero totale di lingue è difficile da determinare in modo esatto, siccome il numero varia (le lingue nascono per contatti e variazioni interne, si estinguono e vengono rivitalizzate se si conservano delle tracce) e talvolta è difficile definire in modo esatto i confini di una lingua rispetto a un'altra o cosa sia una lingua e cosa sia un dialetto.
Ethnologue (2022) elenca 7 151 lingue. Il 40% di esse (circa metà) ha meno di 1 000 parlanti ed è a rischio di estinzione; le 23 lingue più diffuse al mondo coprono il 50% della popolazione mondiale, mentre le 200 lingue più diffuse coprono oltre l'88% della popolazione mondiale.
Secondo quanto dichiarato dall'UNESCO in occasione dell'International Year of Indigenous Languages (2019), tutte le lingue a rischio estinzione in totale sono il 96% delle lingue nel mondo e sono parlate da un'esigua minoranza, pari al solo 3% della popolazione: le lingue più diffuse sono il rimanente 4%. La popolazione mondiale, secondo le proiezioni di Worldometer, nel 2023 raggiungerà gli 8 miliardi, nel 2037 i 9 miliardi e nel 2057 i 10 miliardi. Secondo invece una proiezione di The Lancet citata dal World Economic Forum ("These 23 countries can expect their population to halve by 2100, study finds", 2020), la popolazione raggiungerà i 9,7 miliardi nel 2064 per poi subire un declino a 8,8 miliardi verso il 2100. La distribuzione delle lingue pertanto ricorda la curva a campana: poche lingue hanno molti parlanti e molte (altre) lingue hanno pochi parlanti.

### Lingue più parlate per numero di parlanti totali
Le lingue più parlate al mondo si possono suddividere in "più parlate in base al numero di parlanti nativi/madrelingua L1" e "più parlate in base al numero di parlanti totali".
Le 45 lingue più parlate al mondo mettendo insieme i parlanti madrelingua e non-madrelingua al 2022, secondo Ethnologue 2022 (25ª edizione) sono:
| #  | Lingua | Parlanti totali                                                |
| -- | --- | -------------------------------------------------------------- |
| 1  | Inglese | 1,452 miliardi                                                 |
| 2  | Cinese mandarino (incluso il cinese moderno standard)                                                                        | 1,118 miliardi (tutta la lingua cinese: 1,3 miliardi nel 2019) |
| 3  | Hindī | 602,2 milioni                                                  |
| 4  | Spagnolo | 548,3 milioni                                                  |
| 5  | Francese | 274,1 milioni                                                  |
| 6  | Arabo standard (sostanzialmente è l'arabo classico, quello del Corano, usato prevalentemente come lingua scritta e formale.) | 274 milioni                                                    |
| 7  | Bengali/Bengalese | 272,7 milioni                                                  |
| 8  | Russo | 258,2 milioni                                                  |
| 9  | Portoghese | 257,7 milioni                                                  |
| 10 | Urdu | 231,3 milioni                                                  |
| 11 | Indonesiano/Bahasa Indonesia                                                                                                 | 199 milioni                                                    |
| 12 | Tedesco | 134,6 milioni                                                  |
| 13 | Giapponese | 125,4 milioni                                                  |
| 14 | Pidgin nigeriano | 120,7 milioni                                                  |
| 15 | Marāṭhi | 99,1 milioni                                                   |
| 16 | Telugu | 95,7 milioni                                                   |
| 17 | Turco | 88,1 milioni                                                   |
| 18 | Tamil | 86,4 milioni                                                   |
| 19 | Yue/Cantonese | 85,6 milioni                                                   |
| 20 | Vietnamita | 85,3 milioni                                                   |
| 21 | Tagalog (escluso il Filipino)                                                                                                | 82,3 milioni                                                   |
| 22 | Lingua Wu (incluso il dialetto shanghainese)                                                                                 | 81,8 milioni                                                   |
| 23 | Coreano | 81,7 milioni                                                   |
| 24 | Persiano iraniano (Farsi) | 77,4 milioni                                                   |
| 25 | Hausa | 77,1 milioni                                                   |
| 26 | Lingua araba egiziana | 74,1 milioni                                                   |
| 27 | Swahili (Kiswahili) | 71,4 milioni                                                   |
| 28 | Giavanese | 68,3 milioni                                                   |
| 29 | Italiano | 67,9 milioni                                                   |
| 30 | Punjabi occidentale (Lahnda)                                                                                                 | 66,4 milioni                                                   |
| 31 | Gujarātī | 62 milioni                                                     |
| 32 | Thailandese | 60.7 milioni                                                   |
| 33 | Kannaḍa | 58,6 milioni                                                   |
| 34 | Amarico | 57,5 milioni                                                   |
| 35 | Bohjpuri | 52,5 milioni                                                   |
| 36 | Punjabi orientale | 51,7 milioni                                                   |
| 37 | Min nan | 49,7 milioni                                                   |
| 38 | Jin | 47,1 milioni                                                   |
| 39 | Yoruba | 45,6 milioni                                                   |
| 40 | Hakka | 44,1 milioni                                                   |
| 41 | Birmano | 43 milioni                                                     |
| 42 | Arabo sudanese | 42,3                                                           |
| 43 | Polacco | 40,6                                                           |
| 44 | Arabo algerino | 40,3                                                           |
| 45 | Lingala | 40,3                                                           |

La lingua più parlata in assoluto al mondo, nel 2022, è quindi l'inglese. L'inglese non è una lingua artificiale come l'esperanto, che non è stata assunta come interlingua mondiale. Sempre secondo Ethnologue 2020, la lingua più parlata al mondo per numero di parlanti madrelingua è il cinese mandarino. L'inglese si trova in una posizione più bassa perché, esattamente come il francese, possiede molti parlanti stranieri che lo imparano come L2, anche parlando una varietà di accento non standard (ad esempio l'accento indiano invece dell'accento americano standard o della pronuncia Oxbridge/Received Pronunciation/Queen English). Di contro, il cinese mandarino ha molti meno parlanti L2.

### Estinzione delle lingue, stime delle lingue che sopravvivranno, problematiche e alcune ipotesi principali
Le lingue si possono estinguere nel momento in cui non sono più parlate da parlanti L1 e L2, a prescindere che siano documentate o meno. Tra le varie cause di abbandono si conta, per esempio, la scelta di una lingua maggioritaria rispetto a quella di una minoranza. La scelta può essere spontanea o forzata (spinte assimilazioniste) e portare a un abbandono lento nel tempo (a meno che sia scoppiato un genocidio o un'epidemia che porta all'estinzione di un popolo intero in poco tempo). Insieme alle lingue, anche gli alfabeti possono cadere in disuso.
La linguista Colette Grinevald stima che il 50% delle lingue sparirà entro il 2100. In certe regioni, c'è la possibilità che ciò arrivi al 90% (come in Australia e America). Quindi, entro il 2100, in basi ai dati di Ethnologue 2022 (conta 7 151 lingue), dovrebbero rimanere circa 3 575 lingue parlate dalla popolazione mondiale, ognuna con una diffusione sbilanciata rispetto all'altra (tuttora la distribuzione delle lingue ha l'andamento di una curva a campana in statistica: poche lingue sono molto parlate e molte lingue sono di minoranza). Secondo Ethnologue 2022, il 40% delle 7 151 lingue è in pericolo siccome hanno meno di 1 000 parlanti; solo 23 lingue da sole coprono il 50% della popolazione mondiale nel 2022, mentre le 200 lingue più diffuse ne coprono oltre l'88%.
Colette Grinevald (2006) stimava che nel 2100 le 7 maggiori lingue sarebbero state:
- inglese, come lingua per il commercio e gli scambi scientifici (alcuni epicentri storici in cui era ed è molto diffusa sono in Inghilterra, America del Nord, Australia e Nuova Zelanda).
- cinese moderno standard (fa parte della varietà mandarina e si scrive usando i sinogrammi) (epicentro: Repubblica Popolare Cinese)
- hindi, in Asia (epicentro: India).
- spagnolo, in gran parte dell'America Latina e negli Stati Uniti meridionali (epicentro storico: Spagna)
- arabo, in Nordafrica e in Medioriente; quest'ultimo è l'epicentro storico. L'arabo, suddiviso in dialetti, ha una versione moderna standard derivata da quello classico).
- wolof, in Africa occidentale (epicentro: Senegal).
- swahili, in Africa orientale (epicentri: Tanzania, Kenya, Uganda e Ruanda).

Tutte le lingue elencate tranne una (wolof) sono tra le 20 più parlate al mondo secondo Ethnologue 2022 (il wolof ha 12,3 milioni di parlanti totali) e, sempre eccetto il wolof e lo swahili (71,4 milioni di parlanti totali al 2022), hanno centinaia di milioni di parlanti totali.
Non vengono menzionati il russo (Eurasia, una delle sei lingue ufficiali dell'ONU), il francese (Europa e vari paesi nel mondo), il tedesco (Europa), il portoghese (Europa e America del Sud), l'indonesiano (in Indonesia c'è una forte presenza di musulmani e si tende a parlare la varietà locale di indonesiano o il giavanese), il giapponese e il bengali (tutte lingue dell'Asia). L'urdu (Asia), di base, non è menzionato ma ha una forte somiglianza con l'hindi, al punto che esiste un registro che li unifica (hindustani). Le lingue autoctone della Nigeria (hausa e yoruba) non sono prese in considerazione (ma in Nigeria, di religione cristiana e islamica, si parlano anche inglese, francese e arabo).
Riguardo all'inglese, si rimarca come questa lingua sia già stata abbondantemente insegnata nel mondo e utilizzata nel presente (è la più parlata al mondo come L2 e come parlanti totali): in generale, l'ipotesi che perda terreno e richiamo diventa inverosimile se si tiene conto che quindi è già nota e usata e sono stati fatti molti sforzi per insegnarla, apprenderla, usarla e incentivarla. A questo, si aggiunge che la sua grammatica è abbastanza scarna (ad esempio il verbo non si coniuga per tutte le persone, eccetto nella terza persona del simple present "-s", terminazione che comunque in alcune parlate informali o poco curate cade) e che possiede un alfabeto, a differenza del cinese. Quest'alfabeto, anche se ha una corrispondenza bassa con la pronuncia effettiva di una parola (differentemente dall'alta corrispondenza in lingue come l'italiano, lo spagnolo e il romeno), segna tutte le vocali: si pensi, di contro, agli alfabeti abjad che non segnano le vocali brevi (ad esempio alfabeto arabo e suoi derivati).
Una discussione sul fatto che l'inglese possa rimanere o meno la lingua più parlata è trattato nell'articolo Can English remain the 'world's favourite' language? di Robin Lustig e pubblicato su BBC News. Nell'articolo, Lustig dice che l'inglese, anche se dovesse perdere parte del prestigio e mutare nel tempo (ad esempio introduzione di neologismi e semplificazione ulteriore della grammatica), non può sparire. Come esempi di mutazione, cita lo Spanglish (Spanish-English), l'Hinglish (Hindi-English), il Benglish (Bengali-English) e il Tanglish (Tamil-English).
Il cinese mandarino, che è la seconda più parlata al mondo, non ha un alfabeto (il pinyin si usa solo per l'apprendimento e scrittura su tastiera), ha i sinogrammi (attestati a partire dalle ossa oracolari del 1250 a.C.), ha un suo sistema numerale, ha classificatori in parole in nomi contabili (ad esempio "due persone" > "due - quantità/unità - di persone") e la sua versione standard ha quattro toni con un tono neutro e il sandhi tonale, il che sono punti a sfavore se si paragona all'inglese. Di contro, non ha morfologia ed è estremamente spartana (il verbo non si coniuga, non esiste morfologia che rimarca il maschile e femminile, non ha l'articolo determinativo e indeterminativo, non ha morfologia che rimarca il singolare e plurale e non ha i tempi verbali: ciò che veramente interessa è sapere se l'azione è finita/modo perfettivo o se l'azione non è finita/modo imperfettivo, a prescindere anche dal tempo passato, presente e futuro indicato dal contesto o dal nome di tempo o avverbio, ad esempio "ieri, poco fa, domattina"). Di fatto, nel passaggio tra cinese antico e primo cinese medio, il cinese ha perso la poca morfologia di cui era dotato e che ha ereditato dal proto-sino-tibetano e anche come numero di suoni è andato semplificandosi. Di contro, si pensi alla ricca morfologia delle lingue romanze e alle concordanze con genere e numero, ad esempio il gatto, i gatti, la gatta, le gatte. Si pensi poi alla declinazione in casi nelle lingue che li ritengono (ad esempio russo, ucraino, polacco; finlandese, che ha 16 casi). In più, i sinogrammi nei secoli passati erano stati adottati come scrittura dai giapponesi, coreani e vietnamiti (queste tre lingue della sinosfera vengono dette "lingue sino-xeniche"). Infatti, questi tre popoli non avevano un loro alfabeto (il katakana e hiragana, l'hangeul e l'alfabeto latino per il vietnamita sono posteriori). Quindi, già in passato il cinese classico erano un'interlingua prestigiosa in Asia orientale. In più, queste tre lingue sono piene di prestiti cinesi adattati.
L'hindi, che assomiglia parecchio all'urdu (l'hindi come vocabolario si attiene al sanscrito e usa l'alfabeto devanagari, mentre l'urdu si attiene all'arabo-persiano e usa l'alfabeto arabo), non solo assomiglia a una lingua avente 171 milioni di parlanti, ma ha un alfabeto, cosa che il cinese non ha. Essendo abugida, con dei diacritici segnala tutte le vocali (quello urdu è abugida). L'hindi ha i casi, ma dal sanscrito sono diminuiti e tuttora sono tre (nominativo, obliquo, accusativo). Un simile calo è avvenuto anche in greco moderno, che ha i tre stessi casi dell'hindi (in più alcune declinazioni sono diptote e non triptote, cioè il nominativo e accusativo possono avere la stessa terminazione).
Spagnolo latinoamericano e portoghese brasiliano, entrambe romanze, sono imparentate tra loro, nonostante le diversità in pronuncia. Tuttavia, essendo lingue neo-romanze, sono dotate di morfologia. Ma non ritengono i casi del latino e la morfologia è passibile di semplificazioni (la stessa caduta dei casi del latino è sintomatica). Il portoghese conta pure una presenza in Africa, in zone come Angola, Capo Verde, São Tomé e Príncipe e Mozambico (oltre che Timor-Est, Goa e Macao in Asia). Riguardo alla sua crescita continua, che affianca quella dello spagnolo, secondo José Luís Carneiro, il Segretario di Stato per le comunità di portoghesi residenti all'estero, entro il 2050 ci saranno 380 milioni di parlanti nel mondo (nel 2020 sono 252 milioni), mentre entro il 2100 saliranno a 500 milioni (al 2020, lo spagnolo è già oltre il mezzo miliardo di parlanti). La crescita della presenza del portoghese in Africa è sempre legata alla crescita demografica nelle zone menzionate in precedenza. Carneiro, tra i vari asset strategici principali dello stato portoghese, vi è la stessa lingua portoghese e ha aggiunto che la domanda del portoghese sta aumentando nella costa africana occidentale (in quella orientale, l'interlingua nativa è lo swahili). Le sue dichiarazioni sono state pubblicate nel The Portugal News (More than 500 million Portuguese speakers by 2100, 2019). Una vecchia proiezione nel New Atlas of the Portuguese Language (Novo Atlas da Língua Portuguesa) del 2016 dava una proiezione di 400 milioni di parlanti nel 2100, il che può essere ulteriormente sintomatico di una crescita del portoghese e della formazione di un nuovo epicentro nell'Africa occidentale. Al 2020, il portoghese non è una delle sei lingue ONU, a differenza dello spagnolo. Di contro, è una delle 6 lingue di lavoro (working languages) ufficiali dell'Unione Africana: inglese, francese, arabo moderno standard, spagnolo, portoghese e swahili (nell'Atto Costitutivo, viene indicato come "Kiswahili"). Metà di esse sono europee; a esse si aggiunge l'arabo (ceppo semitico) e lo swahili (ceppo bantu).
L'arabo, che ha un alfabeto abjad e sinistrorso (come l'ebraico), ha il vantaggio di essere la lingua religiosa della comunità musulmana nel mondo, che non conta solo gli arabi. Molti suoi prestiti sono presenti in varie lingue, incluso lo swahili (il 30% del suo vocabolario è composto da prestiti arabi adattati, ad esempio la ʿayn cade). Lo swahili, peraltro, è come già detto già una delle 6 lingue dell'Unione Africana. L'arabo ha gli stessi casi dell'hindi e la quasi totalità delle declinazioni è triptota. L'articolo determinativo è invariabile. Di contro, ha molte irregolarità nella formazione dei plurali irregolari ("plurali fratti"), suddivisi in più modelli senza regola fissa (si imparano a memoria).
Secondo un articolo su Forbes del 2014, Want To Know The Language Of The Future? The Data Suggests It Could Be...French, ripreso poi dal DailyMail nel 2015 (C'est impossible! French set to be the world's most commonly spoken language by 2050 because of soaring population growth in sub-Saharan Africa), tra le lingue più parlate al mondo nel 2050 (quando la popolazione mondiale starà per raggiungere i 10 miliardi di persone) si conta il francese. Questa informazione porta a pensare come, accanto allo swahili e wolof, nella lista della Grinevald ci siano delle possibilità che si possa trovare anche il francese (lingua neo-romanza). Nell'articolo su Forbes, si spiega come il francese fosse una lingua franca prima di essere sostituito dall'inglese con l'ascesa del suo commercio e delle sue conquiste coloniali nel mondo. Il francese è comunque una delle sei lingue ufficiali delle Nazioni Unite (arabo standard, cinese moderno standard, inglese, francese, russo, spagnolo). La lingua si starebbe diffondendo nell'Africa sub-sahariana perché quest'ultimo territorio sta crescendo in modo considerevole come economia e demografia. Entro il 2050, il francese potrebbe essere parlato da 750 milioni di persone e rivaleggiare con l'inglese e il cinese mandarino. Quindi, anche se lo studio riportato da Forbes ha delle debolezze (lo studio parte dal presupposto che in tutti i paesi africani in cui il francese è lingua ufficiale tutta la popolazione sa parlare anche il francese e/o lo studia), questa lingua diventerà una di quelle predominanti in Africa (specialmente nella zona sub-sahariana: nel Nordafrica è presente l'arabo). Al mondo, corrisponderà grossomodo all'8% dei parlanti totali. Secondo una stima del 2019 dell'Organizzazione internazionale della Francofonia e dell'ODSEF, entro il 2050 l'85% dei parlanti di lingua francese sarà concentrato in Africa (nel 2019, sono il 44%). Secondo uno studio del National Institute of Demographic Studies (INED), la popolazione di tutta l'Africa crescerà da 800 milioni (2015 circa) a 4,5 miliardi nel 2100. Al dicembre 2020, secondo il Worldometer è pari a 1,34 miliardi di persone. In sintesi, lo studio ipotizza una crescita del francese, che comunque coesiste con le lingue africane native (a meno che il francese, per un qualunque motivo, continui a perdere richiamo: in tal caso, i risultati dello studio si ribaltano). I risultati dello studio che ipotizza che 750 milioni di persone parleranno francese entro il 2050 è stata ancora ripresa nel luglio 2020 nel The Times of India (French is the language of future: Envoy). L'Africa è dunque il continente che fa sorgere più interrogativi e conterrebbe molte delle lingue più parlate secondo le ipotesi future: francese, swahili, wolof, arabo, portoghese e inglese.
Il linguista John McWhorter della Columbia University, in un famoso articolo del gennaio 2015 pubblicato sul DailyMail (How will we speak in 100 years?), sostiene che il 90% delle lingue sparirà per le migrazioni entro il 2115. La percentuale è dunque molto più marcata rispetto a quella di Colette Grinevald. Se calcolata sulla stima di Ethnologue 2020, rimarranno dunque 711 lingue circa. McWorther in più aggiunge che la grammatica delle lingue tenderà a semplificarsi e che gli apparecchi di traduzione non preserveranno la diversità linguistica, tale per cui quindi la diminuzione avverrà comunque. La tendenza delle lingue a semplificarsi porterà anche inavvertitamente alla creazione di nuove lingue che andranno diffondendosi, sostituendo quelle più complicate, ragion per cui il fenomeno della creatività linguistica e innovazione non verranno frenati. Anche la tendenza a preservare le lingue morenti o a rivitalizzare quelle sparite porterà alla creazione di nuove lingue contenenti delle semplificazioni: semplicemente, non avendo una competenza nativa C2, la versione di lingua che ci si sforza a parlare è già una varietà contenente al suo interno "variazioni" (errori di morfologia, sintassi, vocabolario, pronuncia...). Si pensi per esempio alla regolarizzazione di verbi irregolari o altre caratteristiche morfologiche irregolari, alla confusione tra quasi-sinonimi o alla sparizione di parole che quindi diventano inusuali, rare, obsolete, linguaggio letterario e formale o arcaismi.
Nel 2008, l'ONG Survival International spiega che una lingua indigena si estingue ogni due settimane. Gran parte delle lingue del mondo (su una stima di 6 000 totali, ne indicano 5 000 come "indigene") sono indigene e sono a rischio di estinzione. Siccome in un anno ci sono 52 settimane, il report indica in modo indiretto che ogni anno spariscono circa 26 lingue; ogni dieci anni, 260 lingue; ogni vent'anni, 520 lingue; in cent'anni, 2 600 lingue. Quindi, nel 2108, circa metà di quelle che nel report vengono indicate come "lingue indigene" saranno sparite. Chiaramente, si parte dal presupposto che il tasso di sparizione resta costante nel tempo: se subisce un aumento, spariranno molte più lingue in ogni intervallo temporale.
L'ONG Terralingua stima invece che il 20% delle lingue si siano estinte dal 1970 al 2005 e prevede che solo il 10% sopravvivrà nel XXII secolo. Anche in questa stima, si ipotizza dunque che nel 2100 sopravvivranno grossomodo 711 lingue.
Internet gioca un ruolo importante: è un acceleratore nelle disparità tra le lingue, per l'uniformità dei modi di esprimersi ma permette anche il contatto tra comunità con lo stesso idioma. In più, permette un reperimento relativamente facile di materiali scritti, audio e audiovisivi per imparare una lingua e permette ai contenuti di una lingua di restare depositati come traccia. Internet, siccome permette di tenere rapporti tra parlanti, argina in parte lo sfaldamento di una lingua, per cui è difficile tornare a divisioni territoriali numerose come nel Medioevo (si pensi per esempio a tutte le varietà di italiano prima dell'Unità d'Italia e della promulgazione dell'italiano standard). Ma, se si riprende la tesi di John McWorther, la diversità linguistica non verrà comunque preservata in toto nonostante questi fenomeni: molte lingue saranno attestate e reperibili (e quindi non si perderanno per sempre o non si dovranno ricostruire con il metodo della comparazione), ma non più usate perché già molto rare o in fase di abbandono o completamente abbandonate e la loro rivitalizzazione appare quindi difficoltosa. Robin Lustig aggiunge poi che l'avvento dei traduttori automatici, che vanno migliorando di anno in anno, fa perdere l'interesse verso lo studio di una lingua straniera come interlingua/lingua franca per comunicare. Per esempio, se si comunica a uno straniero che possiede un traduttore automatico (non più un traduttore umano) capace di tradurre centinaia di lingue in tempo reale, non serve studiare l'inglese: se la propria lingua non è indigena e/o rarissima, il traduttore saprà tradurla e lo straniero partirà dallo stesso presupposto. Gli apparecchi comunque permettono di tradurre una pagina da una lingua anche maggioritaria a una lingua qualunque, anche quelle di minoranza, tale per cui si rompe una barriera di ineguaglianza già presente nativamente in internet: secondo un rapporto dell'UNESCO citato dalla BBC Future (The many languages missing from the internet, 2020), il 90% delle pagine web era scritta in sole 12 lingue; la più usata, pari a metà dei contenuti, era l'inglese. La distribuzione dunque è molto sbilanciata e favorisce le lingue già più diffuse al mondo, in primis l'inglese. A questa problematica di fondo, che i software di traduzione possono arginare, si aggiunge tuttavia l'effettiva fruizione del web da parte della popolazione mondiale: lo stesso articolo della BCC Future spiega che solo il 58% della popolazione mondiale fruisce dell'accesso a internet. Gran parte dei più grandi domain di internet (.com, .org) sono solo europei e nordamericani. Quindi, nella produzione e fruizione di contenuti, ci sono sbilanciamenti che si abbattono anche sulle lingue usate e consultate. Infine, l'articolo arriva a citare la stessa Wikipedia, i cui articoli all'80% erano prodotti in Europa e Nordamerica. La Wiki Foundation ha risposto con un incremento di contributori da paesi come l'Africa e, in generale, dal sud del mondo. La campagna è stata chiamata "Decolonize the Internet". La conferenza Wikimania del 2018, in cui si è discusso in problema, è stata tenuta proprio a Città del Capo, in Sudafrica. Al dicembre 2020, Wikipedia è la piattaforma più inclusiva al mondo, con 304 edizioni linguistiche attive. Il numero di articoli di ogni Wikipedia è comunque non uniforme, come anche il numero di utenti attivi.
McWorther aggiunge infine che lo scenario in cui nel mondo si parlerà una sola lingua mondiale (world language, con grammatica, pronuncia e scrittura standardizzata e conosciuta come L1 da oltre 10 miliardi di individui) non è plausibile: siccome le lingue sono collegate intimamente alla propria cultura (ad esempio inglese, cinese, araba...), promuovere una sola lingua mondiale o anche solo un piccolo numero di lingue mondiali è problematico. Per esempio, un cinese può essere orgoglioso della sua cinesità e insegnare in primis ai propri figli il cinese standard. Un drastico sradicamento culturale è comunque postulabile, ma avverrebbe solo con un'ipotetica catastrofe mondiale che porta a enormi migrazioni (McWorther non si lancia in ipotesi). A questo, si aggiunge la considerazione di Lustig, tale per l'uso dei traduttori rende non indispensabile l'utilizzo di una lingua mondiale.
Per sintetizzare le ipotesi principali:
- Tutte le ipotesi postulano un calo fino al 90% delle lingue concretamente parlate dagli uomini entro un secolo (>2100 o 2115) perché molte sono minori e sono considerate di dubbia utilità nel concreto;
- quelle che sopravvivranno (circa 700) o che si cercherà di fare sopravvivere o rivitalizzare andranno semplificandosi per comodità o per mancanza di competenza avanzata;
- queste semplificazioni daranno vita a lingue nuove che diventeranno L1 (si pensi, alla lontana, al percorso da creolo a pidgin) e saranno tra il 10% o più che sopravvivrà;
- la nascita di una sola lingua mondiale o poche lingue mondiali non è plausibile perché la cultura è ben collegata alla lingua parlata e insegnata ai figli;
- i traduttori automatici, che migliorano sempre di più (una questione aperta è se le macchine arriveranno anche solo a pareggiare l'uomo come capacità di traduzione), di base renderanno superfluo lo studio di un'interlingua o l'esistenza di una o più lingue mondiali; nel mentre, potrebbero risolvere lo sbilanciamento nell'uso delle lingue nella creazione e fruizione di contenuti nel web, siccome circa metà delle pagine web nel 2008 era scritta in inglese. Ma resta uno sbilanciamento che si abbatte sulla fruizione e produzione dei contenuti, che si abbatte sulle lingue consultate e usate;
- l'inglese, anche se perderà richiamo, è inverosimile che sparisca o che si frantumi dando origine a una vera e propria situazione medievale a causa delle tecnologie odierne e degli sforzi fatti finora nell'incentivazione all'apprendimento e uso;
- il cinese, secondo la Grinevald, diventerà insieme all'hindi una grande interlingua asiatica. A parte, si è elencato il punto di forza del cinese, cioè il fatto che abbia solo sintassi (cioè è una lingua isolante poiché ha perso la morfologia, che consisteva perlopiù in prefissi e suffissi ricostruiti in cinese antico, vedi Baxter-Sagart, 2014). Gli stessi sinogrammi erano stati usati nella comunicazione burocratica dai giapponesi, coreani e vietnamiti (le lingue sino-xeniche sono piene di prestiti cinesi adattati); l'hindi invece ha un alfabeto abugida.
- in generale, esistono dei dibattiti che tentano di ipotizzare quali lingue sopravvivranno e/o quali saranno le più parlate (anche nel caso in cui si evolveranno, per esempio semplificandosi o ibridandosi). Un modello di base, che ha una buona corrispondenza con i dati aggiornati di Ethnologue 2020, è quello di Grinevald (2006) e elenca le prime otto: inglese, cinese moderno standard, hindi, spagnolo, portoghese, arabo, swahili e wolof. Il francese ha uno status controverso, mentre altre lingue oggi molto diffuse non sono menzionate.

Questi dati si possono intrecciare alle proiezioni sulla popolazione mondiale nel medio e lungo termine, alla proiezione degli stati che potrebbero diventare i più popolosi e alle proiezioni degli stati più potenti ordinati in base, per esempio, al GDP o ordinati in base alla forza lavoro disponibile.

## Lingue e varietà
Il termine "lingua" non possiede una definizione univoca condivisa da tutta la comunità linguistica che permetta di distinguere tra lingue diverse o varietà di esse. Cysouw e Good (2013) propongono un metamodello che fornisca la base teorica per la creazione di una definizione del concetto "lingua", benché il modello non si occupi di affrontare questo compito. I due studiosi elaborano tre concetti linguistici: glossonimo (glossonym), doculetto (doculect) e linguoide (languoid).
Con il termine glossonimo si fa riferimento ad una parola usata per indicare un qualunque sistema linguistico, slegato dall'entità linguistica (language-like object) che può indicare, ossia senza un referente. Ad esempio "italiano", "spagnolo", "francese", "milanese", "siciliano" sono glossonimi, ovvero nomi semanticamente "vuoti" di entità linguistiche.
Un doculetto è una specifica varietà linguistica come descritta in una specifica fonte documentaria. Il termine è agnostico nei riguardi della distinzione "lingua" o "dialetto" ed è invece incentrato sul fatto che un doculetto è documentato e/o descritto in una testo o media di qualunque natura. Formalmente un doculetto consiste nell'accostamento del riferimento della fonte al relativo glossonimo: [fonte; glossonimo]. Per esempio: huitoto murui.
Un linguoide è un qualunque raggruppamento di doculetti, avente una possibile struttura gerarchica, che in principio possono estendersi da una serie di idioletti fino ad una famiglia di ultimo livello. Un linguoide è formalmente definito come fonte; glossonimo; [lista (gerarchica) di doculetti].

## Lingua standard e non-standard
Una "lingua standard", "variante standard" o "dialetto standardizzato" è una varietà di una lingua caratterizzata da regole fissate di grammatica e grafia, e da un supporto legislativo o istituzionale (come la costituzione di uno stato o uno statuto di un'istituzione sovranazionale come l'ONU), oppure da un riconoscimento consuetudinario nell'ambito letterario. Tale supporto può comprendere il riconoscimento o la designazione governativa, la presentazione prescrittivo-normativa come "forma corretta" della lingua nelle scuole, pubblicazione di grammatiche, dizionari e libri di testo che avanzano una "forma corretta" parlata e scritta; e una letteratura formale estesa che impiega tale dialetto (prosa, poesia, testi di riferimento, ecc.). La variante standard può essere stabilita con o senza l'ausilio di un'istituzione che la regola, come ad esempio l'Accademia della Crusca in Italia e l'Accademia Reale Spagnola in Spagna (l'Inghilterra non possiede simili istituzioni e uno standard che ha contribuito a formare l'inglese moderno è stato il Chancery Standard sorto intorno al 1430, durante il tardo inglese medio/Late Middle English). La variante standard di una lingua, siccome è promulgata e/o incentivata da istituzione e leggi, è un costrutto sociale.
Una "variante non standard", come una variante standard, è una lingua a tutti gli effetti, ma non è beneficiaria di un supporto istituzionale. Indipendentemente da ciò, può comunque essere molto diffusa. Una variante non standard di una lingua è subordinata alla varietà standard solo socio-politicamente e non dal punto di vista strettamente linguistico.
Non tutti i sistemi linguistici però possono vantare una variante standard; di contro alcuni sistemi possono vantare più di uno standard loro associato, e in tale caso si parla di "diasistema", dove spesso a diversi standard corrispondono diverse entità storico-politiche. È il caso ad esempio dello Standard British English, Standard American English e Standard Indian English che possono essere definiti standard diversi della lingua inglese adottati in diverse realtà politiche (invece l'African-American Vernacular English potrebbe essere definita variante non-standard della lingua inglese, quindi più semplicemente dialetto nel senso di variante). Altro esempio è quello del croato, del serbo e del bosniaco che sono tutte varianti standard (peraltro enormemente simili) dello Štokavo.
Generalmente le varianti standard costituiscono le lingue ufficiali di entità politiche, tuttavia possono esistere varietà standard che non sono lingue ufficiali: è il caso di alcune lingue che sono state ufficiali nel passato, di alcune lingue di uso letterario che godano ormai di una standardizzazione de facto, oppure di varianti artificiali create con lo scopo di rivendicazioni politiche, oppure di varianti "naturali" emendate di cui venga proposta una regolamentazione della grafia ai fini di un successivo riconoscimento ufficiale.